# Campodorus languidulus
Campodorus languidulus là một loài tò vò trong họ Ichneumonidae.